# Bürgschaft (Österreich)
Die Bürgschaft ist im österreichischen Schuldrecht ein obligatorisches Sicherungsmittel zur Befriedigung des Gläubigers auf den Fall, dass der erste Schuldner die Verbindlichkeit nicht erfülle (§§ 1342 ff., 1346 ABGB). Die Bürgschaft kommt durch Vertrag zwischen dem Gläubiger und dem Dritten (Bürgschaftsvertrag) zustande. Die Erklärung des Bürgen bedarf der Schriftform (§ 1346 Abs. 2 ABGB).

## Abgrenzung
Während durch das Pfandrecht eine dingliche Sicherheit erlangt wird, gewährt die Bürgschaft eine persönliche Sicherheit, indem der Bürge dem Gläubiger persönlich dafür einsteht, dass dieser die ihm vom Schuldner versprochene Leistung erhält. Andere persönliche Sicherstellungsmöglichkeiten sind gem. § 1344 ABGB die privative Schuldübernahme und der Schuldbeitritt. 

## Arten
Je nach Haftungsvoraussetzungen wird zwischen folgenden Arten von Bürgschaften unterschieden:
1. gewöhnliche Bürgschaft
2. Haftung als „Bürge und Zahler“ (§ 1357 ABGB)
3. Ausfallbürgschaft (§ 1356 ABGB).

Darüber hinaus gibt es zahlreiche weitere Bürgschaftsarten, die spezifischen Zwecken dienen, etwa die Handelsbürgschaft oder die Wechsel- und Scheckbürgschaft.

### Gewöhnliche Bürgschaft
Die gewöhnliche oder einfache Bürgschaft ist ein einseitig verpflichtender Vertrag, durch den sich der Bürge gegenüber dem Gläubiger eines Dritten (des so genannten Hauptschuldners) verpflichtet, für die Erfüllung der Verbindlichkeiten des Dritten einzustehen. 
Gemäß § 1344 dritte Alternative ABGB kann ein Dritter (Bürge) den Gläubiger befriedigen, falls der erste Schuldner seine Verbindlichkeit nicht erfüllt. Der Vertrag zwischen Gläubiger und Bürge ist der  Bürgschaftsvertrag (§ 1346 ABGB), der im Regelfall die Einrede der Vorausklage beinhaltet (§§ 1355, 1356 ABGB). Im Bürgschaftsfall tritt der Bürge in die Rechte des Gläubigers und ist befugt, vom Schuldner den Ersatz der bezahlten Schuld zu fordern (§ 1358 ABGB). 
Der Gläubiger will sich durch die Bürgschaft für den Fall einer Zahlungsunfähigkeit seines Schuldners absichern. Meistens handelt es sich bei dem Dritten um einen Kreditnehmer und bei dem Gläubiger um ein Kreditinstitut, welches das Darlehen gewährt. Es gilt das Prinzip der Akzessorietät (etwa § 1363 ABGB): Die Bürgschaft ist von der Hauptforderung abhängig. Erlischt diese oder ist diese nicht wirksam zustande gekommen, ist die Bürgschaft nicht wirksam. Der Bürge kann sich also nicht für mehr verbürgen, als der Hauptschuldner leisten muss. Ist die Verbindlichkeit erfüllt, kann die Aufhebung der Bürgschaft gefordert werden (§ 1366 ABGB).